# Bogor
Bogor è una città dell'Indonesia nella provincia di Giava Occidentale, anticamente fu nominata Buitenzorg.
Indicata il maniera completa in lingua indonesiana è "Kota Bogor" (Città di Bogor).

## Geografia
La città è situata nel centro della Reggenza di Bogor (Indonesiano: Kabupaten Bogor), 60 chilometri a sud della capitale indonesiana Giacarta.
Il territorio di Bogor è amministrativamente una municipalità (Kota), è un importante centro economico, scientifico, culturale e turistico, così come una località di accesso alle aree climatiche di montagna.
Con diverse centinaia di migliaia di persone che vivono su una superficie molto ristretta, il centro storico della città è una delle zone più densamente popolate del mondo. Per i suoi trascorsi di centro amministrativo e politico, la città ha un palazzo presidenziale, e un giardino botanico (indonesiano: Kebun Raya Bogor) - uno dei più antichi e più grandi del mondo.
Essa porta il soprannome di "Rain City", cioè città della pioggia, (Kota Hujan); a causa della sua posizione geografica è soggetta infatti a piogge violente e frequenti. Le piogge incidono significativamente anche nella stagione secca.

## Storia
Nel Medioevo, la città era la capitale del Regno della Sonda (indonesiano: Kerajaan Sunda) e si chiamava Pakuan Pajajaran. Durante l'epoca coloniale olandese, è stato chiamata Buitenzorg, e serviva come residenza estiva del governatore generale delle Indie Orientali Olandesi. La città fu il centro amministrativo olandese delle Indie Orientali, e quello del breve controllo britannico nel XIX secolo.
Nel 1860-1880, fu fondata a Buitenzorg la più grande scuola agricola della colonia olandese.
Altre istituzioni scientifiche furono istituite in quel periodo, tra cui una ricca biblioteca municipale, un Museo di Scienze Naturali, istituzioni di biologia, chimica, medicina veterinaria, e vari laboratori. Entro la fine del XIX secolo, Buitenzorg divenne una delle città più sviluppate e occidentalizzate dell'Indonesia.

## Geografia antropica

### Suddivisioni amministrative
La città è divisa in 6 distretti (kecamatan) e 37 villaggi (kelurahan):

## Amministrazione

### Gemellaggi
- Shenzhen, dal 2005
- Saint Louis, dal 2007
- Gödöllő, dal 2008